# Нітазоксанід
Нітазоксанід (англ. Nitazoxanide) — синтетичний противірусний препарат, протиглисний та антипротозойний препарат, який є похідним тіазолідів. Нітазоксанід застосовується перорально.

## Історія створення
Нітазоксанід синтезований в Інституті Пастера Жаном-Франсуа Россіньолем у 80-х роках ХХ століття, та початково досліджувався як протиглисний препарат, і перші дослідження препарату продемонстрували його активність проти цестод. Пізніші дослідження препарату in vitro виявили значно ширший спектр активності препарату. Россіньоль став співзасновником компанії «Romark», яка розпочала нові дослідження з метою виведення нітазоксаніду на ринок як протипаразитарного препарату. Початкові клінічні дослідження препарату в США проводились у співпраці з «Unimed Pharmaceuticals, Inc». («Marietta, GA») і були зосереджені на вивченні ефективності препарату для лікування криптоспоридіозу при СНІДі. Проте контрольовані клінічні дослідження нітазоксаніду відбувались вже після появи перших антиретровірусних препаратів, тому компанія не зуміла набрати достатню кількість хворих для клінічних досліджень, у зв'язку з чим FDA відхилила заявку препарату у зв'язку з недостатньою кількістю клінічних досліджень. Компанія «Romark» продовжила клінічні дослідження препарату щодо застосування при криптоспоридіозі. Під час клінічних досліджень встановлено, що нітазоксанід ефективний при криптоспоридіозі середнього ступеня важкості. Ці клінічні обстеження проводились у низці країн, зокрема Замбії та Мексики, зокрема при маніфестній формі хвороби на фоні СНІДу. При дослідженні ефективності нітазоксаніда при лямбліоз нітазоксанід перевершував плацебо, та мав рівноцінну ефективність з метронідазолом. Нітазоксанід успішно застосовувався у лікуванні лямбліозу, стійкого до метронідазолу. Клінічні дослідження засвідчили про ефективність лікування нітазоксанідом циклоспорозу, ізоспорозу та амебіазу. Виявлено ефективність препарату також проти деяких цестод. У 2002 році FDA після повторної заявки схвалило нітазоксанід для лікування криптоспоридіозу та лямбліозу в дітей.

## Фармакологічні властивості
Нітазоксанід — синтетичний противірусний препарат, протиглисний та антипротозойний препарат, який є похідним тіазолідів. Механізм дії препарату полягає у пригніченні ферменту найпростіших піруватсинтази, що спричинює порушення анаеробного обміну речовин у найпростіших, у подальшому спричинюючи загибель паразитів. Нітазоксанід застосовується для лікування криптоспоридіозу та лямбліозу, у тому числі при криптоспоридіозі на фоні СНІДу. Нітазоксанід ефективний також при застосуванні для лікування низки гельмінтозів, зокрема аскаридозу, фасціольозу та теніаринхозу, а також при низці вірусних захворювань, зокрема ротавірусній інфекції. У клінічних дослідженнях показана ефективність нітазоксаніду при колоректальному раку та раку простати.

### Фармакокінетика
Нітазоксанід добре всмоктується в шлунку, та швидко перетворюється у свій активний метаболіт тізоксанід, біодоступність препарату складає 70 %. Максимальна концентрація нітазоксаніду в крові досягається протягом 1—5 годин після прийому препарату, тізоксаніду — протягом 2—8 годин після прийому нітазоксаніду. Метаболіти нітазоксаніду майже повністю (на 99 %) зв'язуються з білками плазми крові. Нітазоксанід проникає через плацентарний бар'єр, даних за виділення препарату в грудне молоко людини немає. Нітазоксанід метаболізується в печінці з утворенням активного, пізніше неактивних метаболітів. Виводиться препарат у вигляді метаболітів як із ею, так і з калом. Період напіввиведення нітаксозаніду складає лише 6 хвилин, а його активного метаболіту тізоксаніду 1,8–6,4 годин (у середньому 3,5 години).

## Показання до застосування
Нітазоксанід застосовується при кишковому амебіазі, криптоспоридіозі (у тому числі при СНІДі), лямбліозі, ізоспорозі, гіменолепідозі, аскаридозі та фасціольозі.

## Побічна дія
При застосуванні нітазоксаніду найчастішими побічними ефектами є біль у животі, нудота, головний біль, зміна кольору сечі.

## Протипоказання
Нітазоксанід протипоказаний при застосуванні при підвищеній чутливості до препарату. З обережністю препарат застосовується при вагітності та годуванні грудьми.

## Форми випуску
Нітазоксанід випускається у вигляді таблеток по 0,5 г та суспензії із вмістом 100 мг діючої речовини у 5 мл суспензії.

## Застосування в лікуванні коронавірусної хвороби 2019
Нітазоксанід застосовується у схемах лікування коронавірусної хвороби 2019 у комбінації з іншими препаратами у Франції та Сінгапурі.